# 미구엘 칼로
미구엘 칼로(Miguel Caló, 1907년 10월 28일 ~ 1972년 5월 24일)는 편곡자·반도네온 주자·작곡가·지휘자이다. 칼로는 아르헨티나 부에노스아이레스 태생으로 1924년에 탱고계에 반도네온 주자로서 데뷔하였다. 1926년 프레세도 악단에 들어갔으며 1928년에 독립하여 자기 악단을 결성, 유럽 및 북미 등지로 순회공연을 댜녔다. 1940년대의 전반에는 마데르나, 폰티엘, 프란치니, 도밍고, 페데리코, 프그리에세, 스탄포니 등 현재 탱고계의 제1선에서 활약하는 쟁쟁한 멤버를 확보하여 새 감각의 연주로 화제가 되어 각광을 받았다.  그는 원숙하고 새로운 스타일을 개척하여 아르헨티나 탱고의 중심인물이 되었으며 스테이지, 라디오, 레코드 등에서 활약을 계속하였. 뿐만 아니라 작곡 면에서 <그대 없이> 등 신곡을 많이 만들었다.